# Avia B-122
Die Avia B-122 war ein tschechoslowakisches Kunstflugzeug der 1930er Jahre. Es nahm in dieser Zeit an mehreren internationalen Wettbewerben teil, bei denen es auch recht erfolgreich abschnitt.

## Geschichte
Konstruiert wurde das Flugzeug von František Novotny als Doppeldecker mit Tragflächen aus Holz und einem Rumpf aus Stahlrohr. Im Bereich des Bugs bestand die Verkleidung aus Stahlblech, der Rest des Flugzeugs war mit Stoff bespannt.
Der erste Prototyp mit dem Kennzeichen OK-AVI flog erstmals im Frühjahr 1934, ausgerüstet mit einem Sieben-Zylinder-Sternmotor Walter Castor. Etwas später folgte die OK-AVE mit veränderten Rudern und einem Castor-II-Motor mit NACA-Haube. Mit dieser Maschine wurden zahlreiche Kunstflug-Wettkämpfe bestritten.
Die tschechoslowakischen Streitkräfte bestellten 45 Maschinen mit der Militärbezeichnung Bs-122, die auch ausgeliefert wurden.
1936 erschien die verbesserte Ba-122 mit dem leistungsstärkeren Avia-Rk-17-Triebwerk. Insgesamt sechs Flugzeuge des Musters nahmen 1937 an der Kunstflugkonkurrenz des Zürcher Treffens teil. Drei mit dem Avia-Motor starteten in der Klasse B (Flugzeuge mit Motoren von 10–20 l Hubraum). Dabei belegte Lt. František Novák den ersten Platz, Lt. Petr Siroký den dritten und Adj. Josef Hubáček den vierten. Die anderen drei Ba-122, die Neun-Zylinder-Walter Pollux als Antrieb hatten, errangen in der Klasse C (Motoren von über 20 l Hubraum) mit den Lt. Novák und Siroký sowie Adj. Vyborní die drei Plätze, wobei sie allerdings keine weiteren Konkurrenten hatten.
Das tschechoslowakische Militär bestellte von diesem Typ 35 Stück, 15 weitere gingen an die sowjetischen Luftstreitkräfte.
Nach der Okkupation der ČSR durch deutsche Truppen übernahm die eingesetzte Regierung zwölf Ba-122 und Bs-122, zwölf weitere gingen an Bulgarien. Nachfolgemuster waren die spezielle Wettkampfversion B-222, die B-322 mit geschlossenem Cockpit sowie die B-422, bei der die obere Tragfläche nach unten versetzt und direkt an den Rumpf angeschlossen war.

## Militärische Nutzer
Bulgarien

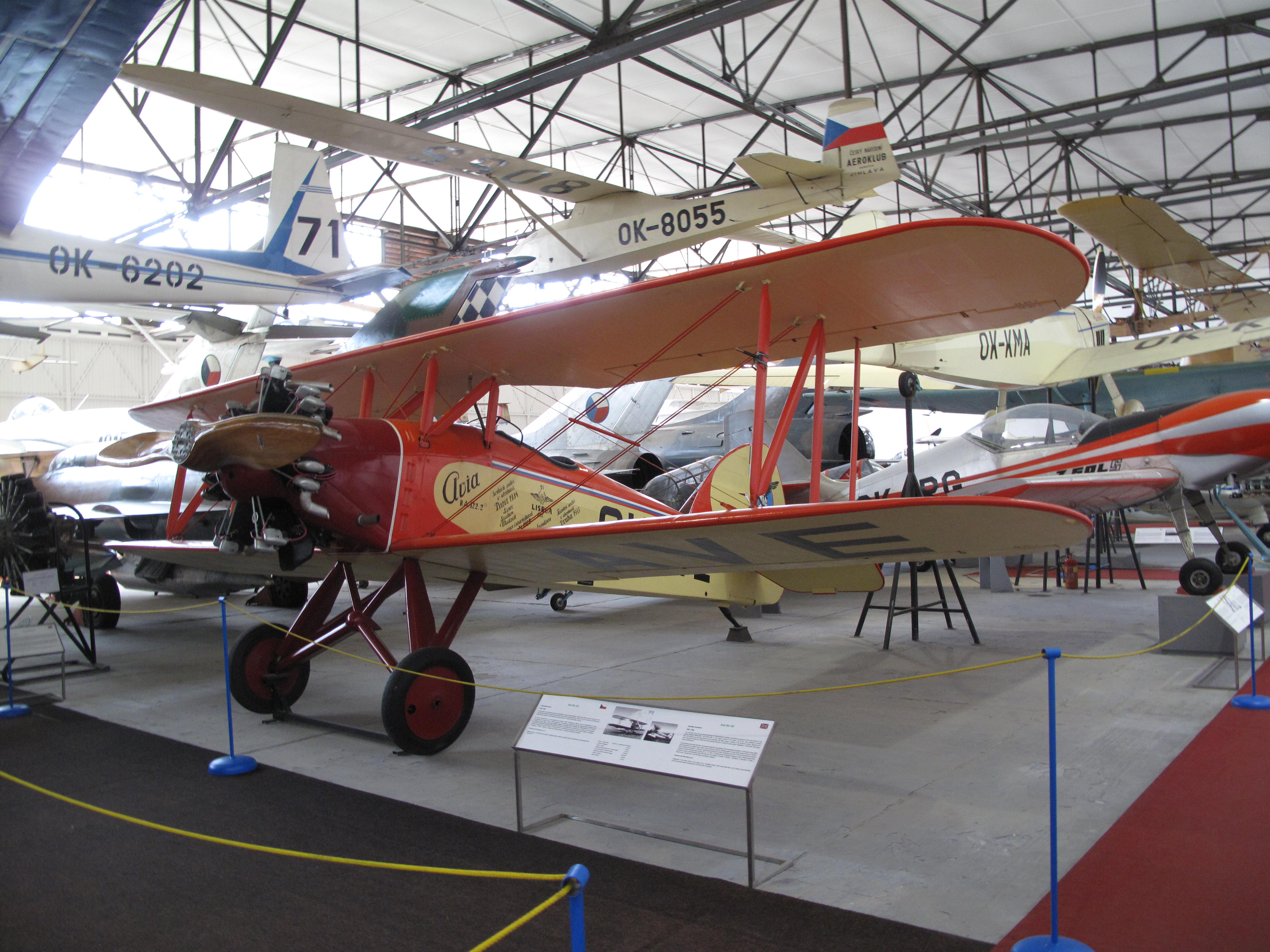
Avia Ba-122 im Luftfahrtmuseum Kbely

- Bulgarische Luftstreitkräfte: 12 von der tschechoslowakischen Luftwaffe nach der Besetzung übernommen

 Deutsches Reich
- Luftwaffe: 12 von der tschechoslowakischen Luftwaffe nach der Besetzung übernommen

 Rumänien
- Rumänische Luftstreitkräfte

 Slowakei
- Slowakische Luftstreitkräfte

 Sowjetunion
- Luftstreitkräfte der Sowjetunion: 15 Ba-122 wurden vor dem Krieg beschafft

 Tschechoslowakei
- Tschechoslowakische Luftstreitkräfte: 45 Bs-122 und 35 Ba-122

## Technische Daten

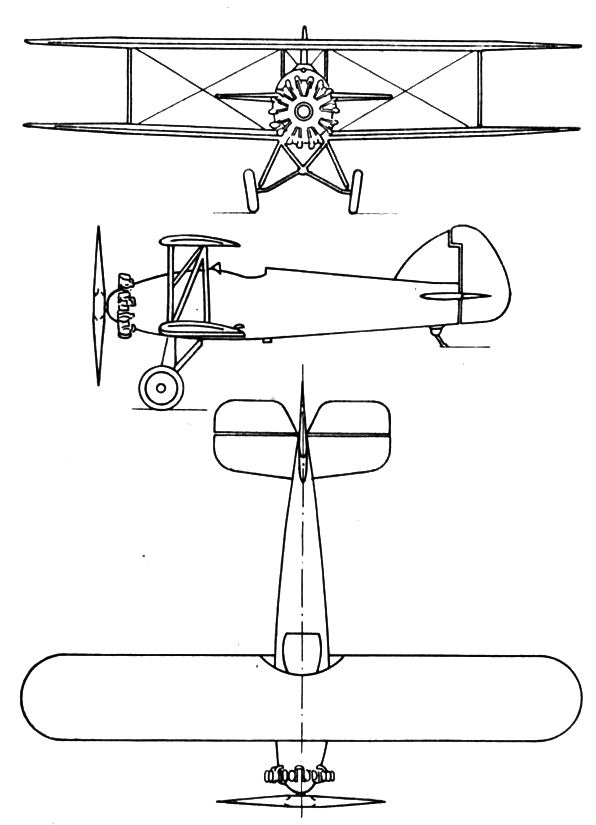
Dreiseitenriss

| Kenngröße             | Daten (Avia Ba-122) |
| --------------------- | --- |
| Besatzung             | 1 |
| Spannweite            | 8,85 m |
| Länge                 | 6,80 m |
| Höhe                  | 2,90 m |
| Flügelfläche          | 21,55 m² |
| Leermasse             | 861 kg |
| Startmasse            | 1081 kg |
| Antrieb               | ein luftgekühlter Siebenzylinder-Sternmotor Rk-17 mit 265 kW (360 PS) oder ein luftgekühlter Neunzylinder-Sternmotor Walter Pollux II mit 290 kW (ca. 390 PS) |
| Höchstgeschwindigkeit | 270 km/h |
| Reisegeschwindigkeit  | 230 km/h |
| Gipfelhöhe            | 7000 m |
| Reichweite            | 460 km |